# Canal Manchester-Bolton et Bury
Le Canal Manchester-Bolton et Bury est un canal désaffecté du Grand Manchester, en Angleterre, creusé entre Bolton, Bury et Manchester. Durant son service, le canal mesurait, à son maximum, 15 miles furlong (soit 24,3km) de long. Il était accessible à la navigation par la Rivière Irwell à Salford. Dix-sept écluses étaient nécessaires pour monter au point haut, au niveau de Pendleton ; sa course se poursuivait ensuite au nord-ouest vers Prestolee avant de se séparer en deux bras, au nord-ouest vers Bolton et au nord-est Vers Bury. Entre Bolton et Bury, le canal était au même niveau et ne nécessitait pas d'écluses. Six aqueducs ont été construits pour permettre au canal de franchir les rivières Irwell et Tonge et plusieurs routes secondaires.
Le canal a été commandé en 1791 par des propriétaires et des hommes d'affaires locaux, et sa construction s'est étalée entre 1791 et 1808, en plein âge d'or des canaux, moyennant un investissement de 127 700 £ de l'époque. Conçu à l'origine pour permettre la navigation des bateaux étroits, le canal fut élargi pour permettre l'accès au barges de plus grand gabarit et permettre sa connexion avec le Canal Leeds-Liverpool jamais réalisée. La compagnie exploitant le canal s'est ensuite transformée en compagnie de chemin de fer et a construit une ligne de chemin de fer non loin du canal ce qui a nécessité des modifications du bras du canal à Salford.
La principale marchandise transportée était le charbon des exploitations locales. À la fermeture des mines, plusieurs parties du canal sont tombées en désuétude et, vu son état de délabrement avancé, il a été officiellement abandonné en 1961. Depuis 1987, une société se charge de réparer le canal pour le tourisme, et en 2006, les travaux ont commencé autour de la jonction de l'Irwell à Salford. Actuellement, le canal est navigable jusqu'à Oldfield Road, à Salford.

## Histoire

### Le projet
La morphologie locale de la vallée de l'Irwell, avec ses vallées encaissées, ses crues brutales et ses longues saisions d'étiages, semblait devoir confiner le transport fluvial au canal de Mersey and Irwell Navigation, à l'ouest de Manchester. Les crises financières et l'engagement de la Grande-Bretagne dans la Guerre d'Indépendance contribuaient en outre à retarder les investissements dans le transport, et à les limiter à l'amélioration du roulage.
La fin du conflit avec les insurgents marqua l'avènement de conditions économiques plus propices, et l'on étudia un nouveau projet de canal entre les villes de Manchester, Bolton et Bury. Si l'ingénieur Matthew Fletcher avait travaillé à partir de 1789 sur le tracé du canal, la première annonce en a été faite à Manchester le 4 septembre 1790 et émanait probablement d'un groupe de Bolton, avec le concours financier de la Mersey and Irwell Navigation Company. On organisa une réunion intended to be holden at the House of Mr Shawe, the Bull's Head in Manchester aforesaid, on Monday, the twentieth day of this instant, September, at eleven o'clock in the forenoon, pour « y examiner les cartes, levés, plans, nivellements et estimations,. » Il y eut une nouvelle réunion le 16 Septembre à Bolton, qui créa une commissions de six personnalités de Bolton, présidée par Lord Grey de Wilton et chargée de siéger à Manchester. Les motions adoptées lors cette seconde discussion concernaient le tracé et les délégations de pouvoir, notamment en vue de la rédaction d'une requête auprès du Parlement pour le vote d'une loi. On nomma Hugh Henshall chef de projet.
Pour l’industrie locale, qui exploitait les rivières et ruisseaux détournés pour le canal, ce projet était une mauvaise nouvelle. Lors d'une réunion organisée à Bolton le 4 octobre 1790, il fut décidé qu’on « insérerait les clauses convenables dans le projet de loi de façon à protéger les intérêts des propriétaires de manufactures. »
Un vote du parlement en mai 1791 autorise la société à lever 47 000 livres sous forme d'actions de cent livres chacune, pour la construction du canal, malgré l'opposition des propriétaires de moulins. Le décret interdit à tout actionnaire de détenir plus de 5 actions, alors que certains d'entre eux, parmi lesquels Lord Grey de Wilton, avait initialement avancé 3 000 livres. La société verse son premier dividende en 1812.